# Mihail Fălcoianu
Mihail Fălcoianu (n. 4 februarie 1884, Pungești, Vaslui - d. 29 noiembrie 1951, București) a fost un medic veterinar român, chirurg și obstetrician, a reorganizat și actualizat învățământul clinic veterinar de ginecologie, obstetrică și medicină operatorie veterinară, din România. A realizat diverse studii în domeniul obstetric și ginecologic în urma cărora a prezentat mai multe distocii la mai multe specii de animale și a imaginat posibile remedii. A implementat mai multe tehnici de embriotomie și un tratament obligatoriu pre și post operator. A studiat aspectele fiziologice și fiziopatologice ale gestației și a precizat unele metode precoce de diagnostic, în special la vacă, iapă, oaie. A prezentat metode operatorii de histerectomie la carnasiere și mai multe metode de tratament chirurgical în eventrații. A introdus în România însămânțarea artificială la oi, vaci și iapă. Prin această metodă de reproducere a crescut prolificitatea, dar și profilixia unor boli cu transmitere sexuală.
Mihail Fălcoianu a absolvit Liceul Teoretic „Mihail Kogălniceanu” din Vaslui și a studiat la Școala superioară de medicină veterinară din București, iar în anul 1911 a devenit doctor, în urma studiilor efectuate la Facultatea de medicină veterinară din Milano. Între anii 1911-1920 a fost șeful Clinicii de patologie medicală, între 1920-1927 a fost profesor suplinitor, iar între anii 1927-1947 profesor titular, toate la catedra de obstetrică și ginecologie a Școlii superioare de medicină veterinară din București. Între anii 1936-1938 a condus Secția de igienă a Institutului de cercetări zootehnice.

## Decorații
- Semnul Onorific „Răsplata Muncii pentru 25 ani în Serviciul Statului” (13 octombrie 1941)[1]

## Lucrări
- Le diagnosi prococe della gravidenza nella vacca (1922)
- Sur le diagnostic prococe de la gestation chez le jument (1947)